# Fravashi
De fravashi (‘fravasjie’, Avestaans; Perzisch: fravard) is een geestelijk wezen uit het zoroastrisme, waarvan de betekenis varieert van de geest van een overledene tot goddelijke beschermgeest. De beschrijving van fravashis in de zoroastrische literatuur is complex en bevat tegenstrijdigheden. Wellicht is hun cultus pre-zoroastrisch en een versmelting van een algemene dodencultus en heldenverering. Over hun uiterlijke voorstelling is niets bekend.
Men vermoedt dat Zarathustra, de grondlegger van het zoroastrisme, de fravashicultus verwierp, maar dat lagere generaties er geen afstand van wilden doen. Dit verklaart de onduidelijkheden rondom fravashi in de literatuur.
Het is onzeker of het begrip teruggaat tot de proto-Iraniërs of tot de proto-Indo-Iraniërs. Vermoedelijk is het woord verwant aan *Ham-vareti, ‘moed’. Het is aannemelijk dat de proto-Iraniërs circa 1500 v.Chr. een heldencultus kenden. De fravashi was dan de ziel van een held die na diens dood zijn bloedverwanten kon helpen. Later, in de avestaanse Yashts, waren de fravashis gevleugelde wezens die in de lucht vertoefden en de oppergod Ahoera Mazdâ hielpen bij het verzorgen van zijn schepping. Na een offer zouden ze toesnellen om mensen en vooral bloedverwanten te helpen door te zorgen voor regen (vruchtbaarheid), nageslacht en kracht in de strijd. In de Pahlaviboeken (Middelperzisch, circa 9e eeuw) worden ze frequent aangeroepen voor religieuze diensten.
In de Avesta, de oudste zoroastrische geschriften, is een versmelting opgetreden van de fravashi met de machteloze ziel (urvan) van gewone stervelingen, die in het pre-zoroastrische wereldbeeld in de onderwereld verbleef. In de liturgie (Yasna) van de latere Avesta-boeken staat bijvoorbeeld: ‘We aanbidden de zielen van de doden, die de fravashis van de rechtvaardigen zijn’. In Iran werden de fravashis als zielen van de overledenen weer in hun voormalige huizen verwelkomd door de mensen tijdens het feest Hamaspathmaêdaya gedurende de laatste nacht van het oude jaar, onder begeleiding van gebeden en offers in ruil voor zegeningen van de overledene. Deze overledenencultus gaat vermoedelijk terug tot de proto-Indo-Iraanse tijd. Het festival bestaat nog als Farvardagān.
Daarnaast wordt in de Pahlaviboeken vermeld dat de mens bestaat uit vijf onderdelen: lichaam, ziel, geest, adhvenak en fravashi. De fravashi is dan een soort hogere ziel die tijdens het aardse leven van de urvan in de hemel bij Ahoera Mazdâ blijft. Als zodanig beïnvloedde het begrip het manichaeïsme, waar de Middelperzische vorm frâwahr het element ‘lucht’ aanduidt, het zuiverste element. Christelijke missionarissen gebruikten het woord echter om ‘lichaam’ aan te duiden. 
Toch blijven fravashi soms goddelijke wezens in de literatuur, en het onderscheid tussen fravashi en urvan bestaat in het moderne zoroastrisme nog. Men bidt tót een fravashi als beschermengel vóór de ziel (van een overledene) om op het juiste pad te blijven.